# Перші три хвилини
«Перші три хвилини: сучасний погляд на походження Всесвіту» (англ. The First Three Minutes: A Modern View of the Origin of the Universe) — науково-популярна книга американського фізика та Нобелівського лауреата Стівена Вайнберга, присвячена фізиці молодого Всесвіту, безпосередньо після Великого вибуху. Книга була видана в 1977 році й перевидана в 1993.

## Тематика
Книга «Перші три хвилини» намагається пояснити еволюцію раннього Всесвіту безпосередньо після Великого вибуху. Вайнберг починає з переказу міфу про створення з Молодшої Едди, а потім пояснює, як у першій половині двадцятого століття космологи дізналися дещо про справжню історію Всесвіту.
На початку книги Вайнберг досліджує походження та наслідки закону Габбла, за яким червоний зсув галактик пропорційний їхній відстані, що є доказом розширення Всесвіту. Він вводить космологічний принцип, за яким Всесвіт ізотропний і однорідний. Потім він розповідає історію відкриття космічного мікрохвильового фону Арно Пензіасом і Робертом Вілсоном у 1965 році. Давши читачеві основи розуміння астрофізики та фізики елементарних частинок, у розділі 5 Вайнберг викладає структуру Всесвіту після його походження в серії «заморожених кадрів». Вайнберг показує, як Великий вибух може пояснити відносну кількість водню та гелію у Всесвіті.
У вступі Вайнберг пояснює свої погляди на те, щоб писати про фізику для неспеціалістів: «Коли адвокат пише для публіки, він припускає, що вони не знають французької законної мови чи закону проти вічності, але він не вважає їх гіршими через це, і він не поблажливий до них… Я уявляю читача як розумного старого правника, який не розмовляє моєю мовою, але який, тим не менш, очікує почути переконливі аргументи, перш ніж прийняти рішення». Книга містить глосарій і «математичний додаток» для читачів, які хочуть зрозуміти математику, що лежить в основі фізики.
У другому виданні Вайнберг додав «післямову про розвиток космології з моменту публікації книги в 1977 році». Зокрема, він обговорює нещодавні результати супутника COBE, які надали додаткові докази Великого вибуху. Він також обговорює більш спекулятивні ідеї, такі як інфляційна космологія.

## Опис молодого гарячого Всесвіту
Перш ніж розпочинати опис процесів, що відбуваються під час народження Всесвіту, Вайнберг зазначає, що ми починаємо не з нульового моменту часу (про який у нас немає інформації). Починаючи з «першого кадру», наш шлях походить від позначки першої сотої частки секунди від початку часу.
- Перший кадр. Температура Всесвіту {\displaystyle 10^{11}} K. Всесвіт знаходиться майже в ідеальній тепловій рівновазі. Величини, що зберігаються, — електричний заряд, баріонне і лептонне числа — дуже малі або рівні нулю. Частинки представлені у вигляді електронів, позитронів, фотонів і нейтрино. Всесвіт у нашому першому кадрі швидко розширюється і охолоджується.
- Другий кадр. Температура Всесвіту {\displaystyle 3*10^{10}} K. Від моменту першого кадру до другого пройшло 0,11 секунди. Незначно впали температура і швидкість розширення (пропорційна квадрату температури).
- Третій кадр. Температура Всесвіту {\displaystyle 10^{10}} K. Після першого кадру пройшло вже 1,09 секунд. Приблизно в цей момент часу через зменшення густини та температури вільний пробіг нейтрино та антинейтрино падає настільки, що вони починають поширюватися без обмежень і виходять із теплової рівноваги з електронами, позитронами та фотонами.
- Четвертий кадр. Температура Всесвіту {\displaystyle 3*10^{9}} K. Від першого кадру пройшло 13,82 с. Завдяки зменшенню температури вже частково можуть утворюватися ядра на кшталт гелію-4. Нейтронів зараз 17 %, а протонів — 83 %.
- П'ятий кадр. Температура Всесвіту {\displaystyle 10^{9}} K — всього в 70 разів гарячіше, ніж у центрі Сонця. З моменту першого кадру пройшло 3 хвилини і 2 секунди. Електрони й позитрони здебільшого взаємно анігілювали, найчисленніші частинки тепер фотони і нейтрино. Ядер гелію-3 і тритію стало відчутно більше, проте вони все ще живуть короткий час. У балансі нуклонів нейтрони зараз займають 14 %, а протони — 86 %.
- Трохи пізніше. На п'ятому кадрі температура падає настільки, що ядра дейтерію вже живуть досить довго.
- Шостий кадр. Температура Всесвіту {\displaystyle 3*10^{8}} K. З початку перегляду вже пройшло 34 хвилини і 40 секунд. Електрони майже повністю анігілювали з позитронами — за винятком невеликого надлишку (один на мільярд), що компенсує позитивний заряд протонів. Густина енергії у Всесвіті відповідає 9,9 % густини води. З цієї енергії 31 % припадає на нейтрино й антинейтрино, а 69 % — на фотони.

## Застарілі дані
Останнє видання книги вийшло 1993 року, і деякі тогочасні дані з ядерної фізики та фізики елементарних частинок вже дещо застаріли:
- Нейтрино. У книзі часто згадується факт відсутності маси у нейтрино, аналогічно фотону (або глюону). Проте, сучасна фізика передбачає наявність у нейтрино (всіх типів) маси. За відкриття нейтринних осциляцій в 2015 році була вручена Нобелівська премія Такаакі Каджіта і Артуру Макдональду.
- Різновиди лептонів. Вайнберг розрізняє три види лептонів (з урахуванням античастинок — 6): електрон, мюон і нейтрино (електронне). Тепер відомо, що також існує таон і ще два типи нейтрино — мюонне і тау-нейтрино. З урахуванням античастинок, сучасна стандартна модель налічує 12 лептонів. За відкриття таона Мартін Перл отримав Нобелівську премію з фізики за 1995 рік.
- Гравітаційні хвилі. У книзі гравітаційні хвилі описані як очікуване теоретичне передбачення загальної теорії відносності. У 2015 їх виявили експериментально, а в 2017 році ця робота отримала Нобелівську премію.

## Відгуки
У «The New York Review of Books» Мартін Ґарднер похвалив «Перші три хвилини» як «науковий текст в своєму найкращому прояві». У «Нью-Йоркері» Джеремі Бернстайн писав, що «Вайнберг наводить настільки переконливі докази… що людина повертається з його книги, відчуваючи не тільки те, що ідея первинного космічного вибуху не божевільна, але й що будь-яка інша теорія є науково ірраціональною». У подяках у першому виданні «Короткої історії часу» Стівен Гокінг пише, що до його книги «існувала значна кількість книг про ранній Всесвіт і чорні діри, починаючи від дуже хороших, таких як книга Стівена Вайнберга „Перші три хвилини“, і до дуже поганих, які ми не будемо називати». У 1995 році фізик Пол Девіс написав для серії Science Masters книгу під назвою «Останні три хвилини» про можливу подальшу долю Всесвіту. Після смерті Вайнберга «Scientific American» згадав його «найвідоміше (або, можливо, найскандальніше) твердження, яке можна знайти на передостанній сторінці його першої популярної книги „Перші три хвилини“: „Чим зрозумілішим здається Всесвіт, тим безцільнішим він здається“».